# Paedophile Information Exchange
Pour les articles homonymes, voir PIE.
Le Paedophile Information Exchange (PIE) est un groupe britannique visant à la reconnaissance des droits des pédophiles fondé en octobre 1974 et dissout en 1984. Il comptait une centaine de membres répartis entre les pays anglophones.

## Idéologie
Dans la lignée des autres groupes du même type, le PIE se définit comme « un groupe d'entraide et de combat qui a pour but de promouvoir une meilleure connaissance et une meilleure acceptation de la pédophilie et des droits des jeunes ». Prônant la suppression de toute majorité sexuelle, il prétend défendre une sexualité « fondée sur un plaisir librement désiré et partagé » et montrer, par la diffusion d'« informations scientifiques, sociologiques et surtout précises (...) comment la vie des enfants, aussi bien que celle des pédophiles, est pervertie et traumatisée par les valeurs répressives de notre société. »
Le PIE a aussi pour objectif de « favoriser la rencontre et le dialogue entre pédophiles, dans un esprit d'acceptation et de soutien mutuel, et d'aider plus particulièrement ceux dont la vie a été brisée ou qui ont à souffrir du fait de l'ignorance et des préjugés de leur entourage, les isolés et les solitaires, les craintifs et les suicidaires. »

## Histoire du mouvement

### Les premières années (1974-1977)
Le PIE est fondé sous l'égide du Scottish Minorities Group en septembre 1974 par Michael Hanson, un étudiant homosexuel écossais, et par Ian Campbell Dunn, un militant pour les droits des homosexuels non pédophile. L'assemblée générale inaugurale a lieu en mars 1975 et en juillet de la même année, le siège est transféré à Londres, d'où provenaient la majorité des gens intéressés. Le président devient Keith Hose, lié au Gay Liberation Front (GLF). En novembre, le PIE soumet au Comité de Révision du Code pénal (Home Office Criminal Law Revision Comitee) des propositions au sujet des relations sexuelles entre adultes et mineurs, sans succès.
Le groupe décide de se faire mieux connaître du grand public, malgré les risques que cela représente. En 1975, Hose tient à la conférence annuelle de la CHE (Campaign for Homosexual Equality) un long discours sur la pédophilie dont le Guardian se fait l'écho. En avril 1976, le groupe lance Understanding Paedophilia, dirigé par Warren Middleton, afin de remplacer le Newsletter. La revue publie de nombreuses enquêtes sur la pédophilie, et les premières statistiques sur les préférences des pédophiles. Elle offre également un service de correspondance, afin que les pédophiles puissent sortir de leur isolement.
En janvier 1977, le PIE englobe ce qu'il restait du Paedophile Action for Liberation (PAL, Action Pédophile de Libération), groupe provenant d'une scission avec le GLF de Londres-Sud et qui avait essuyé des attaques de la part de la presse. En mars, Middleton quitte le PIE et Understanding Paedophilia est remplacé par Magpie, mensuel (pour les huit premiers numéros) qui offre à la fois des informations sur la pédophilie et des contributions artistiques (photographies, textes, dessins, etc.). 17 numéros paraissent. Le PIE publie également un bulletin interne et, en 1977, Childhood Rights, intégré ensuite au Magpie.

### Premiers problèmes (1977-1980)
Le 1er septembre 1977, le PIE, qui compte alors environ 250 membres, organise une première conférence publique à laquelle parlent son nouveau président Tom O'Carroll et le sénateur hollandais Edward Brongersma. 150 invitations sont envoyées à la presse. Le 23 août, le Daily Telegraph publie une interview du secrétaire du PIE, « David », que suit un article défavorable du Sunday Mirror. À cause de menaces proférées à l'encontre des tenants du lieu où devait avoir lieu la réunion, celle-ci est reportée au 19 septembre. Elle a lieu au Conway Hall, à Londres, et est très agitée.
En juin 1978, News of the World publie un article de trois pages sur l'assemblée générale annuelle du PIE qui conduit la police à perquisitionner le domicile des membres dont les noms étaient révélés. Cinq sont inculpés pour avoir publié dans Magpie des annonces laissant entendre qu'ils promouvaient et recherchaient des contacts sexuels avec des mineurs. Le porte-parole du groupe s'enfuit en Hollande, et O'Carroll démissionne pour préparer sa défense et terminer la rédaction de Paedophilia, the radical case. Il apparaît que le groupe était infiltré par un membre du MI6.
En août 1980, Steven Adrian, nouveau président du PIE, propose la création d'une fédération internationale des groupes pédophiles et des groupes pour le droit de l'enfant, sans succès. Le groupe, dont la diffusion des revues est suspendue, diffuse brochures et autocollants pour continuer à se faire connaître.

### Les difficultés judiciaires et l'autodissolution du PIE (1981-1984)
Bien que des cinq accusés seul O'Carroll soit condamné, à dix-huit mois de prison, en 1982, les activités du PIE sont fortement affectées : plusieurs des membres dont les noms avaient été publiés dans la presse préfèrent le quitter ; faute d'argent, la publication de Magpie cesse.
À la suite du viol très médiatisé d'un garçonnet de six ans à Brighton en août 1983, certains titres de la presse britanniques évoquent un lien avec « un réseau d'échange d'informations sexuelles ». Deux membres du groupe, Tony Zalewski et David Joy, accordent alors une interview à la presse condamnant ces propos ; les tabloïds s'en font l'écho en titrant « L'horrible vérité au sujet de PIE : les pervertisseurs d'enfants nous disent comment ils procèdent » (Daily Express) ou « Comment nous procédons, par les membres londoniens de PIE : les pervertisseurs d'enfants passent aux aveux » (Evening Standard). La communauté homosexuelle réagit peu, hormis le Gay Youth Movement.
En juillet 1984, le groupe, qui fait l'objet de la réprobation générale, et dont les membres importants sont soit en prison, soit à l'étranger, annonce la cessation de ses activités.

### Postérité
En février 2014, les relations de Patricia Hewitt avec le Paedophile Information Exchange ont attiré l'attention des médias. Le 24 février 2014, le Daily Mail a affirmé que Patricia Hewitt avait fait l'apologie des abus sexuels sur des enfants. Le 27 février, elle présente ses excuses et affirme qu'elle a été naïve.